# Kaliombo (Paninggaran)
Kaliombo is een bestuurslaag in het regentschap Pekalongan van de provincie Midden-Java, Indonesië. Kaliombo telt 1318 inwoners (volkstelling 2010).